# Vacusus nigritulus
Vacusus nigritulus är en skalbaggsart som först beskrevs av Leconte 1851.  Vacusus nigritulus ingår i släktet Vacusus och familjen kvickbaggar. Inga underarter finns listade i Catalogue of Life.